# Решіка Амалі Удугампола
Решіка Амалі Удугампола (нар. 13 листопада 1993, Коломбо, Шрі-Ланка) — шрі-ланкійська плавчиня.
Учасниця Олімпійських Ігор 2012 року.